# République de Lituanie centrale
1920–1922
Entités précédentes :
- République de Lituanie
- Deuxième République de Pologne

Entités suivantes :
- Deuxième République de Pologne

La république de Lituanie centrale ou Lituanie médiane (Republika Litwy Środkowej en polonais, Vidurio Lietuvos Respublika en lituanien, Рэспубліка Сярэдняе Літвы / Respublika Siaredniaje Litvy en biélorusse) est une entité politique éphémère non reconnue, créée en 1920 à la suite de la mutinerie organisée des soldats de la 1re division d'infanterie lituanienne-biélorusse de l'Armée polonaise, soutenue par l'aviation, la cavalerie et l'artillerie polonaises. Centrée sur Vilnius, capitale historique du grand-duché de Lituanie, la République sert durant ses dix-huit mois d'existence d'État tampon entre la Pologne, dont elle dépend, et la Lituanie, qui la revendique. Après plusieurs retards, des élections contestées ont lieu le 8 janvier 1922, et le territoire est annexé par la Pologne.
Durant l'entre-deux-guerres, la frontière entre la Lituanie et la Pologne établie en 1922 est reconnue par la Conférence des ambassadeurs et la Société des Nations, mais pas par la république de Lituanie. Mais en 1931, un tribunal international à La Haye décide que l'annexion polonaise et le contrôle de Vilnius par ce pays est une violation des lois internationales.
En 1940, après le partage de la Pologne et l'annexion par l'URSS de la Lituanie devenue soviétique, la région est, en grande partie, rattachée à cette dernière et Vilnius en devient la capitale.

## Composition ethnique
Selon un recensement allemand de 1916, la composition ethnique du territoire correspondant à peu près à celui de la république de Lituanie centrale était la suivante :
- Polonais - 58,0 %
- Lituaniens - 18,5 %
- Juifs - 14,7 %
- Biélorusses - 6,4 %
- Russes - 1,2 %
- Autres - 1,2 %

## Symboles
On reconnaît sur le blason de la république de Lituanie centrale les symboles de la Pologne (l'Aigle blanc) et de la Lituanie (Vytis). Le blason se présente sous la forme d'un écu polonais. Le drapeau de la république de Lituanie centrale reprend le blason sur fond rouge. 